# Lübecks voetbalkampioenschap 1905/06
In 1905/06 werd het eerste Lübecks voetbalkampioenschap gespeeld, dat georganiseerd werd door de Noord-Duitse voetbalbond. De competitie van Lübeck hoorde bij die van Hamburg-Altona en daardoor mocht de kampioen niet deelnemen aan de Noord-Duitse eindronde.

## Eindstand
| Plaats | Club                    | Wed. | W | G | V | Saldo | Ptn |
| ------ | ----------------------- | ---- | - | - | - | ----- | --- |
| 1.     | BC 03 Lübeck            | 3    | 3 | 0 | 0 | 26:2  | 6:0 |
| 2.     | BC 03 Lübeck II         | 3    | 1 | 1 | 1 | 7:15  | 3:3 |
| 3.     | SV 05 Lübeck            | 3    | 1 | 0 | 2 | 5:8   | 2:4 |
| 4.     | FC Teutonia 02 Oldesloe | 3    | 0 | 1 | 2 | 4:17  | 1:5 |

|  | Kampioen   |
|  | Degradatie |